# Stazione di Nishi-Akashi
La stazione di Nishi-Akashi (西明石駅?, Nishi-Akashi-eki) è una delle stazioni della città di Akashi, nella prefettura di Hyōgo. È gestita da JR West e viene servita dalle linee JR Kobe (facente parte della linea principale Sanyō), nonché dal treno ad alta velocità Sanyō Shinkansen.

## Linee

### Treni
- JR West
  - Linea principale Sanyō
  - Linea JR Kōbe
  - Sanyō Shinkansen